# Урсдон (приток Терека)
Урсдон (осет. Урсдон, дигор. Уорсдон, устар. Белая) — река в Северной Осетии, левый приток Терека. Название в переводе с осетинского языка означает белая вода. Длина реки — 48 км. Площадь водосборного бассейна — 1040 км².
На реке Урсдон расположен город Дигора, сёла: Кора, Урсдон, Карман, Фалдон, Синдзикау, Мостиздах, Красногор и станица Николаевская. На реке расположена Урсдонская ГЭС, мощностью 0,6 МВт. В истоках реки располагается лечебный источник.
Существует паводковая опасность, в особенности летом.
Питание реки преимущественно снеговое и ледниковое.